# Ligue européenne masculine de volley-ball 2007
Navigation
2006 2008
La Ligue européenne masculine de volley-ball 2007 est une compétition sportive organisée par la confédération européenne de volley-ball (CEV) opposant douze équipes nationales. La phase finale (Final Four) a été remportée par l'équipe d'Espagne face au pays hôte, le Portugal.

## Formule de compétition
Les douze équipes sont réparties en 3 poules de 4, et s'affrontent en doubles matches aller-retour (suivant le modèle de la Ligue mondiale). Les équipes classées 1 et l'équipe organisant le Final Four, se rencontrent en demi-finales croisées (1er poule B — 1er poule A ; pays organisateur — 1er poule C).
Pour l'édition 2007, la CEV a confié l'organisation du Final Four au Portugal (Portimão).

### Final Four

#### Demi-finales
|          |     |           |                         |          |  |
| Slovénie | 1-3 | Espagne   | 25-23 22-25 18-25 23-25 | Portimao |  |
| Portugal | 3-1 | Slovaquie | 25-21 20-25 25-21 25-23 | Portimao |  |

#### Match pour la troisième place
|          |     |           |                         |          |  |
| Slovénie | 1-3 | Slovaquie | 18-25 25-20 19-25 18-25 | Portimao |  |

#### Finale
|         |     |          |                               |          |  |
| Espagne | 3-2 | Portugal | 21-25 25-18 25-22 19-25 20-18 | Portimao |  |

## Classement final
| Place              | Équipe    |
| Médaille d'or      | Espagne   |
| Médaille d'argent  | Portugal  |
| Médaille de bronze | Slovaquie |
| 4                  | Slovénie  |
| 5                  | Allemagne |
| 5                  | Turquie   |
| 7                  | Pays-Bas  |
| 7                  | Grèce     |
| 7                  | Roumanie  |
| 10                 | Belgique  |
| 10                 | Tchéquie  |
| 10                 | Lettonie  |